# Xu thỏi

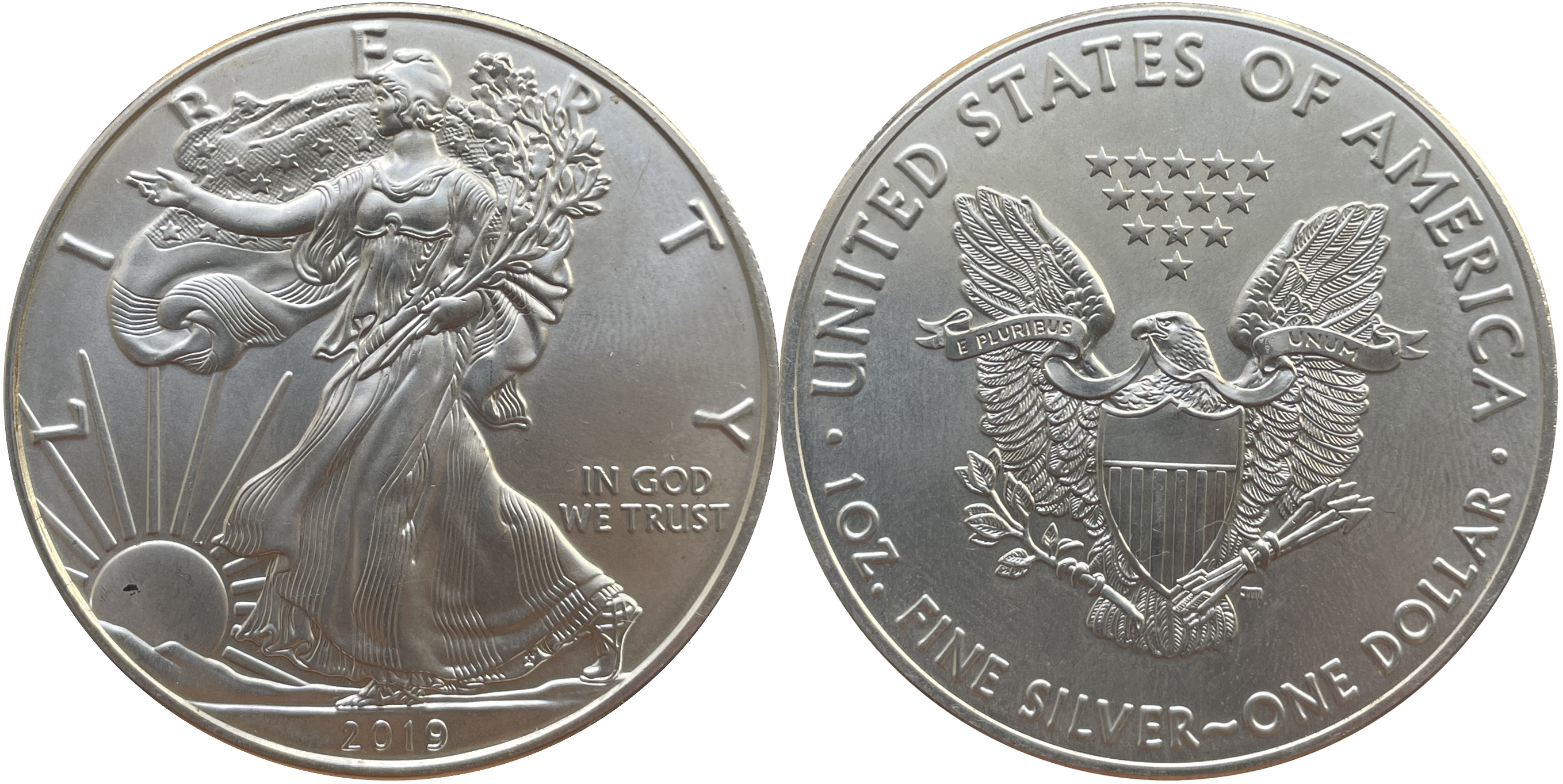
Xu bạc billon mệnh giá 1 đô la Đại bàng bạc Mỹ, đúc năm 2019 dưới thời Tổng thống Donald Trump

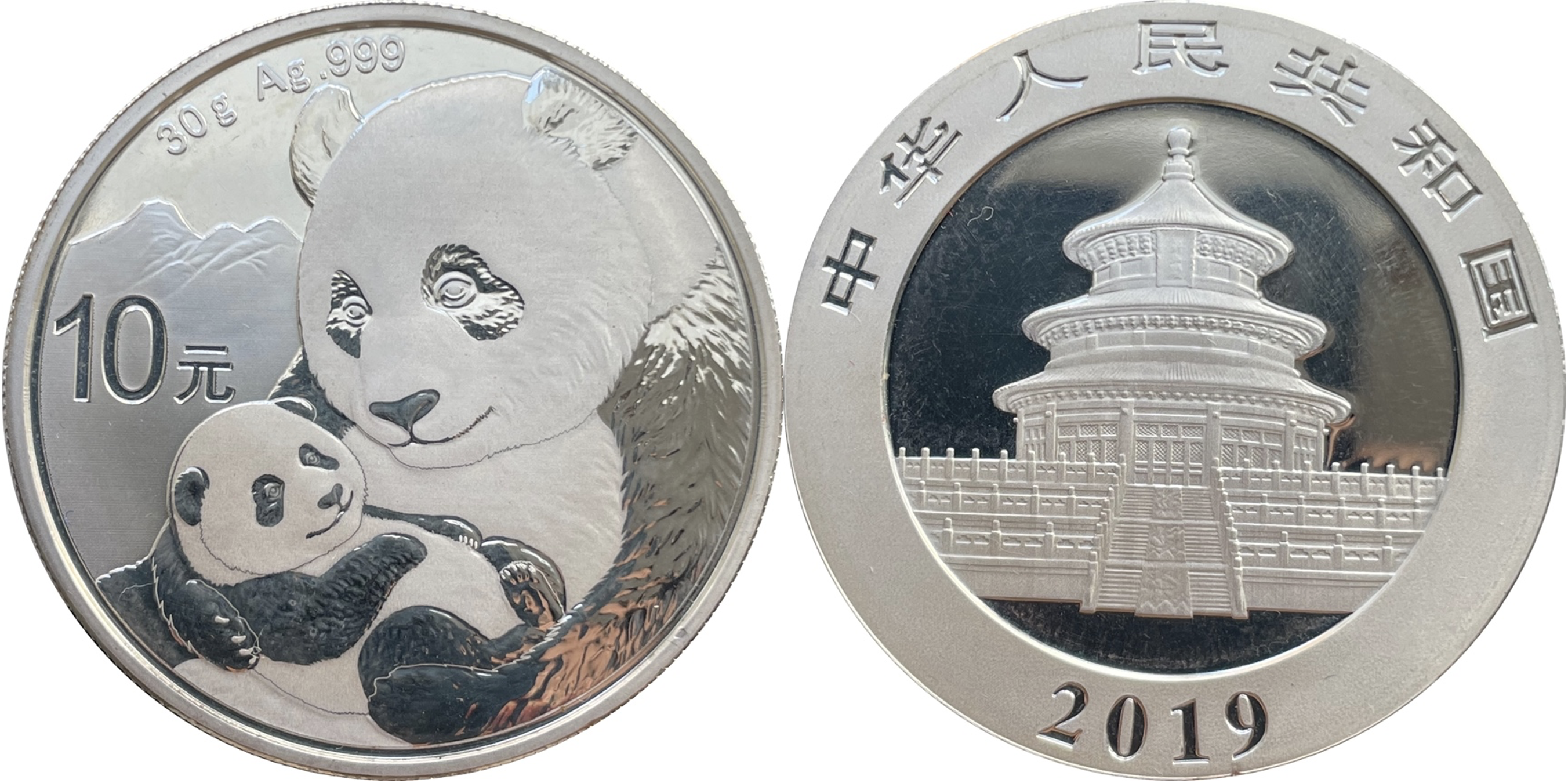
Xu bạc billon mệnh giá 10 Nhân dân tệ Gấu trúc bạc của Cộng hòa Nhân dân Trung Hoa, phát hành dưới thời Chủ tịch nước Tập Cận Bình

Xu thỏi (tiếng Anh: bullion coin hoặc Specie) là đồng xu được đúc từ kim loại quý (thỏi) với tỷ lệ kim loại quý đạt độ tinh khiết cao và được lưu giữ như một vật lưu trữ giá trị hoặc một khoản đầu tư thay vì được sử dụng trong tiêu dùng và thương mại hàng ngày. Một đồng xu thỏi được phân biệt bằng trọng lượng (hoặc khối lượng) và độ tinh khiết trên đồng xu. Không giống như các dạng kim loại lưu trữ giá khác, đồng xu thỏi được đúc bởi các cơ quan đúc tiền của chính phủ và có mệnh giá đấu thầu hợp pháp. Đồng xu thỏi có thể có độ mịn từ 91,9% (22 karat) đến độ tinh khiết 99,99% (24 karat).
Vương quốc Liên hiệp Anh và Bắc Ireland định nghĩa tiền đầu tư cụ thể hơn là tiền xu được đúc sau năm 1800, có độ tinh khiết không dưới 900 phần nghìn và đang hoặc đã được đấu thầu hợp pháp tại quốc gia xuất xứ của chúng. Theo luật của Hoa Kỳ, "đồng xu" không đáp ứng yêu cầu cuối cùng trong số này hoàn toàn không phải là đồng xu thỏi, và thay vào đó phải được quảng cáo dưới dạng "round".
Đồng xu thỏi được bán với giá cao hơn giá thị trường của kim loại trên các sàn giao dịch hàng hóa. Lý do bao gồm kích thước tương đối nhỏ và chi phí liên quan đến sản xuất, lưu trữ và phân phối. Số tiền phí bảo hiểm thay đổi tùy thuộc vào chủng loại, trọng lượng của đồng xu và kim loại quý. Phí bảo hiểm cũng bị ảnh hưởng bởi nhu cầu hiện hành. Tùy thuộc vào một số yếu tố, giá trị số cũng có thể có ảnh hưởng trực tiếp đến giá của đồng xu thỏi.
Dòng xu bạc thỏi Đại bàng bạc Mỹ và Xu lá phong Canada là những đồng tiền duy nhất có sẵn bằng vàng, bạc, platin và palladium.

## Tổng quan
Không giống như các sản phẩm tài chính cổ điển của ngân hàng (giá trị danh nghĩa như tiền gửi tiết kiệm hoặc trái phiếu), tiền xu thỏi là tài sản hữu hình thể hiện giá trị kim loại. Tài sản thực có thể bảo vệ khỏi lạm phát vì chúng được giao dịch theo giá trị thị trường hiện tại. Tùy thuộc vào các kim loại quý chủ yếu chứa trong các đồng xu thỏi, có sự phân biệt giữa vàng, bạc và hiếm hơn là đồng xu đúc bằng bạch kim và palladium. Chúng được gọi là tiền thỏi vì mục đích chính của chúng là đầu tư. Tiền vàng và bạc nói riêng thường được đúc với số lượng lớn hơn nhiều so với các kim loại quý khác.
Đồng xu thỏi được đúc từ các kim loại quý như vàng, bạc, bạch kim hoặc palladium có độ tinh khiết cao. Đặc điểm cơ bản, ngoài vẻ ngoài hầu như không thay đổi, là mức phí bảo hiểm trên giá trị kim loại mà chúng được bán khá là nhỏ. Nó chỉ là kết quả của chi phí đúc tiền xu, đắt hơn so với đúc thanh và bán chúng.
Ngược lại, đối với người sưu tập, họ tập trung vào giá trị mang tính sưu tầm như độ quý hiếm, chất lượng của xu..., giá trị này có thể cao hơn đáng kể so với giá trị vật chất thuần túy của đồng xu.